# TSV Neustadt am Rübenberge
Der Turn- und Sportverein Neustadt am Rübenberge von 1862 e. V. ist ein Sportverein aus Neustadt am Rübenberge.

## Geschichte
Am 12. Oktober 1862 wurde auf Veranlassung des Kaufmanns Julius Rosenstein der Männer-Turn-Verein Neustadt am Rübenberge gegründet. Der junge Verein verfügte zunächst nicht über eine eigene Halle, die Turnstunden wurden deshalb im Saal einer Gaststätte durchgeführt. Ab Januar 1906 fand der Übungsbetrieb in der Bürgerhalle statt. 1909 trat der Verein dem Niedersächsischen Spielverband bei. Der Erste Weltkrieg wirkte sich erheblich auf den Turnbetrieb im TSV aus, zahlreiche Vereinsmitglieder zogen in den Krieg, 29 fielen. 1921 entstand innerhalb des Vereins eine Theaterspielgemeinde und 1923 eine Schwimmabteilung. 1929 erwarb der Verein das Sportgelände an der Lindenstraße. Im Februar 1934 wurden der Männer-Turn-Verein, der 1886 gegründete Turnclub Neustadt sowie der 1912 entstandene FC Wacker Neustadt zum Turn- und Sportverein von 1862 zusammengelegt. Erster Vorsitzender wurde Theo Frömling, der zuvor auch an der Spitze des Männer-Turn-Vereins gestanden hatte. Während des Zweiten Weltkrieges ruhte das Vereinsleben weitgehend.
Im November 1945 gründete sich aus den Überresten des TSV Neustadt von 1862 der SV Neustadt. 1947 wurde eine Sporthalle gebaut. In dem Gebäude im Vereinsbesitz wurde fortan auch Schulsport getrieben. Im Jahr 1949 lebte unter Einbezug des SV Neustadt der TSV Neustadt von 1862 wieder auf. Anfang der 1950 spalteten sich Fußballer des TSV ab und gründeten den FC Wacker Neustadt neu. In den Folgejahren entstanden im TSV mehrere neue Abteilungen. 1970 zählte der Verein 1250 Mitglieder. Anfang Dezember 1956 brach in der Vereinshalle ein Feuer aus, Ende März 1957 wurde der Wiederaufbau der Sportstätte eingeleitet. Die Kosten dafür betrugen rund 350 000 D-Mark. Im Oktober 1980 wurde ein Vereinshaus in der Lindenstraße eröffnet. Die Bauarbeiten wurden zum Teil in freiwilliger Eigenarbeit von Vereinsmitgliedern geleistet. Anfang November 1991 wurde eine neue Sporthalle in der Lindenstraße und 1993 ein neuer Sportplatz eingeweiht. Zu diesem Zeitpunkt hatte der Verein 2000 Mitglieder, kurz nach der Jahrtausendwende waren es 2600 und 2011 rund 2700.

## Basketball
| Trainer der Basketballmannschaft | Trainer der Basketballmannschaft   |
| -------------------------------- | ---------------------------------- |
| bis 2006                         | Rainer Flüter                      |
| 2006–2007                        | Marjo Heinemann                    |
| 2007–2009                        | Miroslav Vorkapic (Spielertrainer) |
| 2010–2016                        | Borislav Vorkapic                  |
| 2016–2019                        | Allen Ray Smith                    |
| 2019–11/2024                     | Lars Buss                          |
| seit 11/2024                     | Allen Ray Smith                    |

Die Basketballabteilung wurde 1958 ins Leben gerufen, nachdem die Sportart in Neustadt bereits in den vorherigen Jahren durch US-Soldaten ausgeübt worden war, die auf dem Fliegerhorst Wunstorf stationiert waren. Erster Leiter der Basketballabteilung wurde Willi Frieling. 1964 stieg die Herrenmannschaft des TSV in die Landesliga auf. Lothar Josewitz, der von 1970 bis 1980 Abteilungsleiter war, wurde vom Sportkreis Hannover-Land und vom Niedersächsischen Basketballverband mit der Goldenen Ehrennadel ausgezeichnet. 1971 entstand eine TSV-Frauenmannschaft, die 1979 in die Verbandsliga und damit in die vierthöchste bundesdeutsche Spielklasse aufstieg. Die ab 1971 von Henning Müller als (Spieler)-Trainer betreuten TSV-Herren wurden Meister der Bezirksoberliga Hannover und als beste Sportmannschaft des Jahres 1972 geehrt. 1979 erfolgte der Aufstieg in die Verbandsliga. 1988 bestritten anlässlich des 30-jährigen Bestehens der TSV-Basketballabteilung Bundesligist SSV Hagen und Zweitligist TK Hannover ein Freundschaftsspiel in Neustadt.
2000 stiegen die TSV-Frauen in die 2. Regionalliga auf und ein Jahr später wieder ab. Trainer Rainer Flüter führte die Neustädter Männer 2004 in die 2. Regionalliga. Zu den Leistungsträgern der Meistermannschaft zählten insbesondere Tim Benkelberg (im Durchschnitt 36,9 Punkte je Begegnung während der Oberliga-Saison 2003/04), Timo Bode (im Durchschnitt 24,8 Punkte je Begegnung) und Miroslav Vorkapic (im Durchschnitt 17,1 Punkte je Begegnung). Im Oktober desselben Jahres erfolgte die Gründung des Fördervereins Basketball-Freunde Neustadt. Unter Trainer Allen Ray Smith gelang 2017 der Gewinn des Meistertitels in der 2. Regionalliga Nord-West und somit der Aufstieg in die 1. Regionalliga Nord. Die Mannschaft, die mittlerweile als TSV Neustadt Temps Shooters am Spielbetrieb teilnahm, verfügte in der Saison 2016/17 auf dem Weg zum Meistertitel über fünf Spieler, die im Durchschnitt zweistellige Punktwerte erreichten, angeführt vom Niederländer Dyon Doekhi (22,8 Punkte je Begegnung), gefolgt vom US-Amerikaner Solomon Sheard (17,5 Punkte je Begegnung) sowie Tobias Welzel (12,6 Punkte je Begegnung).
2019 wurde Lars Buss neuer Neustädter Trainer. 2024 wurde der TSV unter Buss als Trainer Meister der 1. Regionalliga Nord und erhielt anschließend die Teilnahmeberechtigung für die 2. Bundesliga ProB. Auf diese Weise zog die Mannschaft erstmals in den Berufsbasketballsport ein. Mit dem Niederländer Doekhi gehörte ein Spieler zu den Leistungsträgern der Meistermannschaft, der schon 2017 am Regionalliga-Aufstieg mitgewirkt hatte. Doekhi kam in der Hauptrunde der Saison 2023/24 in der 1. Regionalliga auf 16,2 Punkte je Begegnung, war damit bester Korbschütze des TSV. Den zweitbesten Wert in der Neustädter Mannschaft wies der Kroate Matej Jelovčić (15,4 Punkte je Begegnung) auf. Mit Jannik Lodders stand auch ein Spieler mit Bundesliga-Erfahrung im Meisterschaftsaufgebot. Nach dem Aufstieg verlor die Mannschaft in der 2. Bundesliga ProB die ersten acht Spiele der Saison 2024/25, woraufhin im November 2024 ein Trainerwechsel vorgenommen wurde: Allen Ray Smith ersetzte Lars Buss. Nach einer Niederlage gegen Wolmirstedt am letzten Spieltag der Hauptrunde der Saison 2024/25 stand Neustadts sportlicher Abstieg aus der 2. Bundesliga ProB fest. Da sich aufgrund von Rückzügen von Zweitligisten freie Teilnahmeplätze in der 2. Bundesliga ProB auftaten, blieb man jedoch in der dritthöchsten deutschen Spielklasse.